# 国际伊斯兰思想与文化研究院
国际伊斯兰思想与文化研究院（又称ISTAC），是马来西亚国际伊斯兰大学的一所独立研究机构，宗旨在于促进穆斯林社区教育的循证研究。这所研究院成立于1987年，并于1991年10月4日由时任首相马哈迪·莫哈末主持开幕。该研究院的设计主要融入马来族群的伊斯兰元素和安达卢西亚的西欧风格。
2019年12月29日，时任外交部长赛夫丁阿都拉指出，政府委任ISTAC负责研究以确认有关中国新疆维吾尔族社区的新闻报道。